# Escher-Wyss-Platz
Der Escher-Wyss-Platz liegt im Escher-Wyss-Quartier des Stadtkreis 5 der Stadt Zürich. Er ist einer der wichtigsten Verkehrsknotenpunkte und Umsteigeorte des öffentlichen Verkehrs im Quartier.

## Geschichte

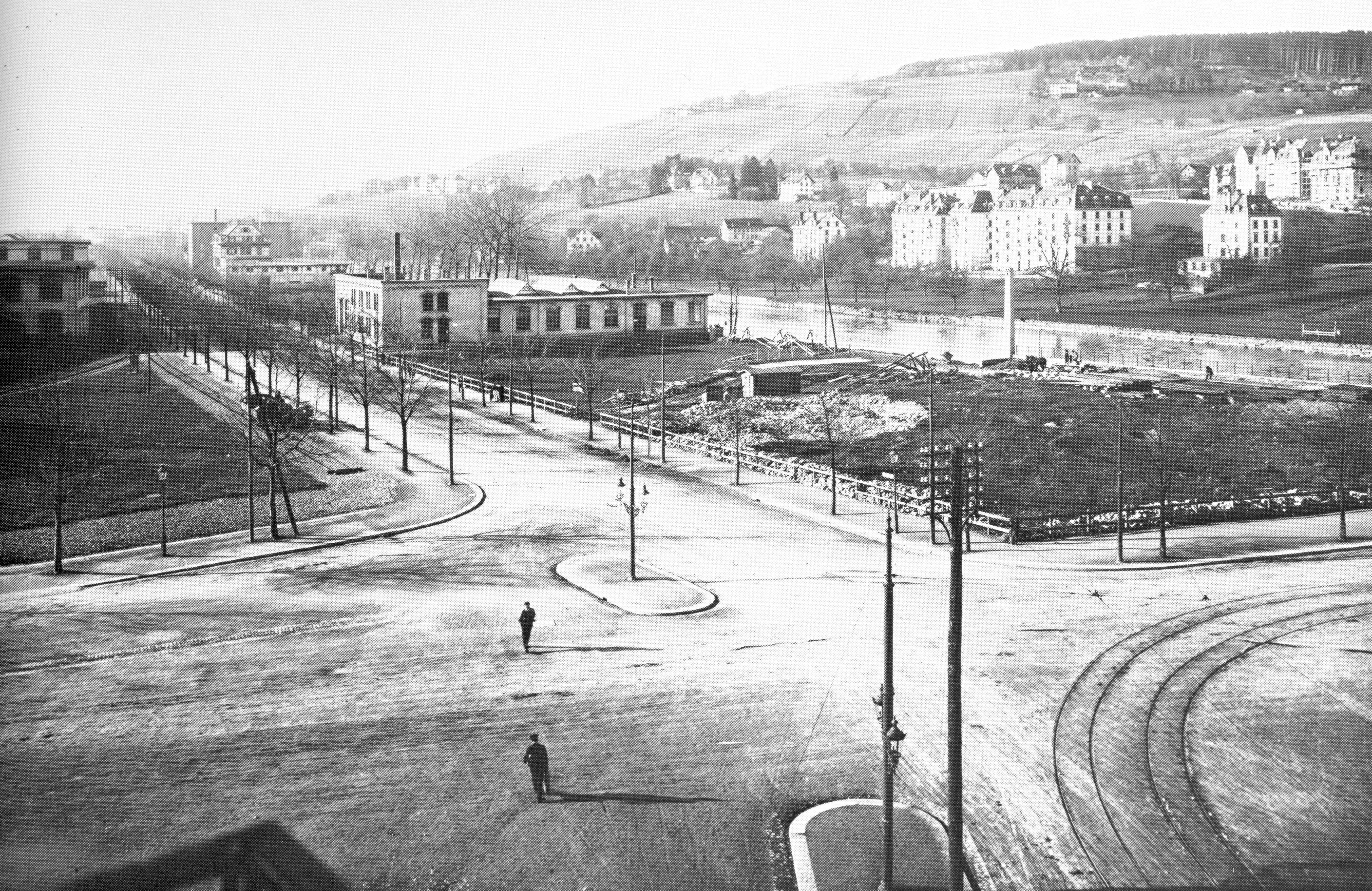
Escher-Wyss-Platz um 1900

Der Name des Platzes stammt von der Maschinenfabrik Escher Wyss, die von 1892 bis 1895 neben diesem Platz gebaut und 1896 eröffnet wurde. Der Escher-Wyss-Platz entwickelte sich aus einer Strassenkreuzung von Limmatstrasse/Hardturmstrasse und Hardstrasse.
Beim Bau der Hardbrücke zu Beginn der 1970er Jahre erhielt der Platz ein völlig neues Gesicht. Die Hardbrücke bildet seither eine Decke über dem Platz. Zusätzlich erhielt der Platz eine Fussgängerunterführung.
Für die Gestaltung des Platzes fertigte die Zumiker Künstlerin Annemie Fontana einen Brunnen mit der orangen Brunnenskulptur «Sirius» aus Polyester. Die Errichtung des Brunnens war umstritten, da Vorurteile gegenüber dem Material bestanden. So sorgten sich die Ämter um die Haltbarkeit und die Entsorgbarkeit der Skulptur. Ebenso glaubte man, dass die Farben durch Witterung unansehnlich werden. Das führte zu der relativen langen Verzögerung von der Planung im Jahr 1969 bis zur Installation im Jahr 1972. Aufgrund der Umgestaltung des Platzes entfernte man die Brunnenskulptur am 18. März 2009.

Panorama des Escher-Wyss-Platz im Oktober 2008

## Verkehr
Der Individualverkehr wurde bis zur 2008 begonnenen Neugestaltung als Kreisverkehr um den Platz geführt. Die Hardbrücke hat beim Platz Auf- und Abfahrten. Auf der Hardbrücke führen die drei Trolleybusstrecken 33, 72 und 83 in beide Richtungen. Seit dem Dezember 2011 zweigen die Gleise von der Limmatstrasse kommend in Richtung Werdhölzli (Tram 8,17), Richtung Bahnhof Hardbrücke und Altstetten (Tram 4,8) und Richtung Frankental (Tram 13) ab. Am Escher-Wyss-Platz befindet sich zudem das 1911 nach Plänen von Stadtbaumeister Friedrich Fissler erbaute Tramdepot Hard, welches zum kommunalen Inventar schützenswerter Bauten gehört und die drittgrösste der fünf noch aktiven Depotanlagen der Verkehrsbetriebe Zürich bildet.
Seit Mitte Mai 2024 ist der Escher-Wyss-Platz Teil einer erweiterten Tempo-30-Zone.

## Fussgängerunterführung
Unter dem Escher-Wyss-Platz gab es eine Fussgängerunterführung mit sechs Eingängen. Zwei Eingänge waren durch die Auf- und Abstiege in der Mitte des Platzes zu erreichen, die ebenso zu den Trolleybushaltestellen auf der Hardbrücke führten. Vier seitliche Eingänge befanden sich auf den Trottoirs der Hardstrasse, je zwei davon auf der nordöstlichen und der südwestlichen Seite des Platzes.
Die Unterführung war offenbar nicht zweckmässig, da der Escher-Wyss-Platz sehr gut per Fussgängerstreifen erreichbar ist. Die Unterführung wurde deshalb schon sehr früh geschlossen und man planierte die südwestlichen Eingänge. Die Fussgängerunterführung wird seit den 1980er Jahren für kulturelle Zwecke genutzt. So fanden dort einige Kunstausstellungen und auch Tanzveranstaltungen statt.

## Neugestaltung
Aufgrund der Bauarbeiten der neuen Tramstrecke Tram Zürich West wurde der gesamte Escher-Wyss-Platz in den Jahren 2008–2011 neu gestaltet. Der Individualverkehr verkehrt nun über den Nordwesten des Platzes. Der Kreisverkehr entfällt und ist dadurch besser für Fussgänger erschlossen. An der bisherigen Tramhaltestelle mit dem Brunnen «Sirius» von Annemie Fontana kreuzen sich neu die Tramgleise. Die Tramhaltestelle wurde am 7. April 2009 definitiv in die Limmatstrasse verschoben. Für die Trolleybusse auf der Hardbrücke wurden neue Zugänge gebaut. Es stehen nun weiter aussen kleine Treppen- und Lifttürme, die per diagonal zur Hardbrücke gelegenen Fussgängerbrücken zu den Trolleybushaltestellen führen. Im Südosten des Platzes entsteht eine grössere zusammenhängende Fläche, durch die noch das aktive, normalspurige Anschlussgleis der Coop-Mühle («Swissmill») verläuft.

### Nagelhaus

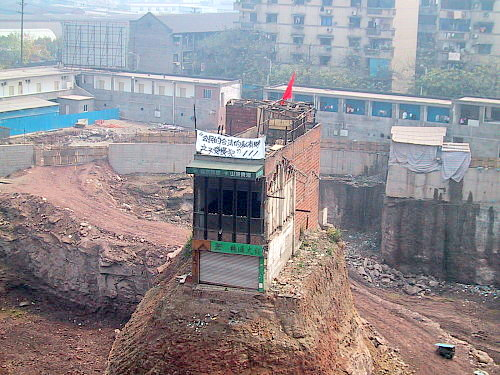
Nagelhaus in Chongqing

Die Gestaltung des Platzes wurde Ende 2007 im Rahmen eines Gestaltungswettbewerb weitgehend festgelegt, die Jury beantragte dabei die Weiterbearbeitung des Projekts «Nagelhaus» von Caruso St John Architects LLP (London) und Studio Thomas Demand (Berlin). Beim «Nagelhaus» hätte es sich um eine 5,9 Millionen Franken teure Nachbildung eines Gebäudes der chinesischen Stadt Chongqing handeln sollen. Das Pressefoto dieses Gebäudes ging um die Welt, weil sich seine Besitzer weigerten, es für einen Neubau eines Einkaufszentrum abreissen zu lassen. Das Gebäude hätte den Anschein erwecken sollen, vor dem Bau der Hardbrücke bereits existiert zu haben und ebenso nicht diesem Bau gewichen zu sein. Das Gebäude sollte einen Kiosk mit Toilette und ein kleines Restaurant, das bis zur Hardbrücke hinaufreicht, beherbergen. Die Eröffnung war für 2012 geplant. Das Projekt scheiterte beim Zürcher Stimmvolk, nachdem die SVP das Referendum dagegen ergriffen hatte, mit 51,3 % Ablehnung am 26. September 2010. Die Gegner fanden das Projekt zu teuer und dass es zu wenig mit der Stadt Zürich zu tun habe. Die Befürworter hielten das Projekt für die Zürcher Bevölkerung schwer vermittelbar.

## Impressionen

### Vor der Neugestaltung

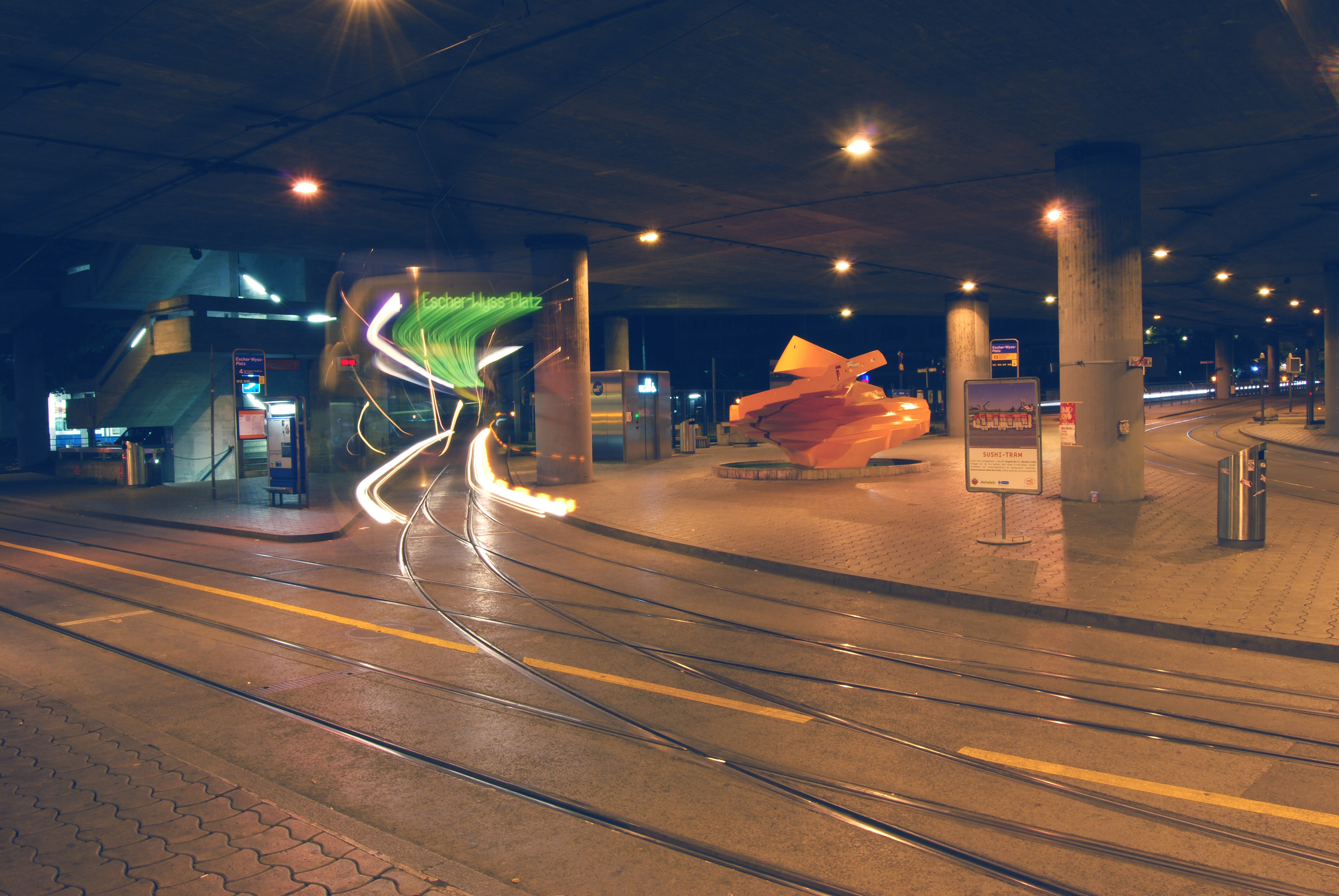
Escher-Wyss-Platz in der Nacht
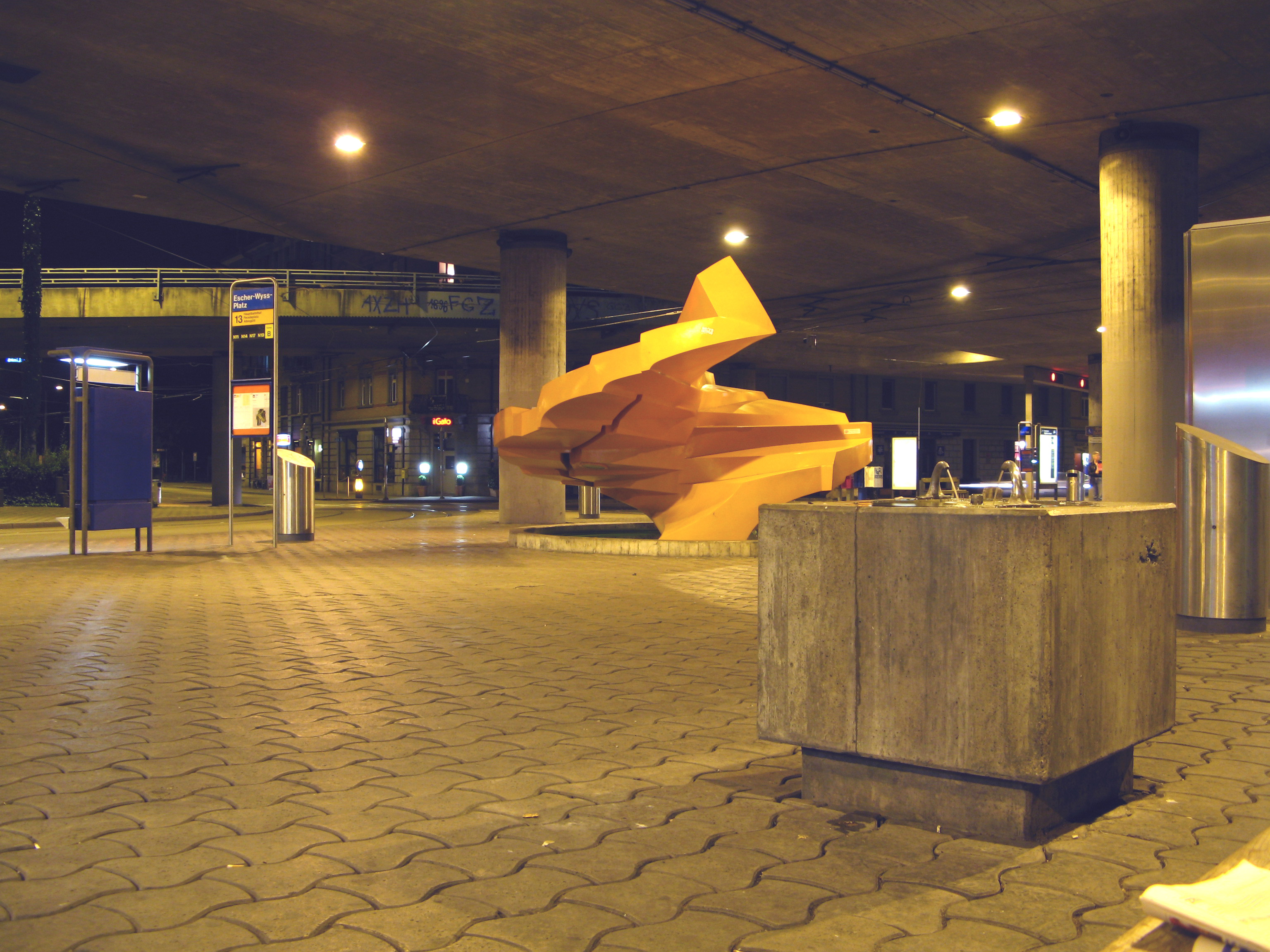
Escher-Wyss-Platz in der Nacht
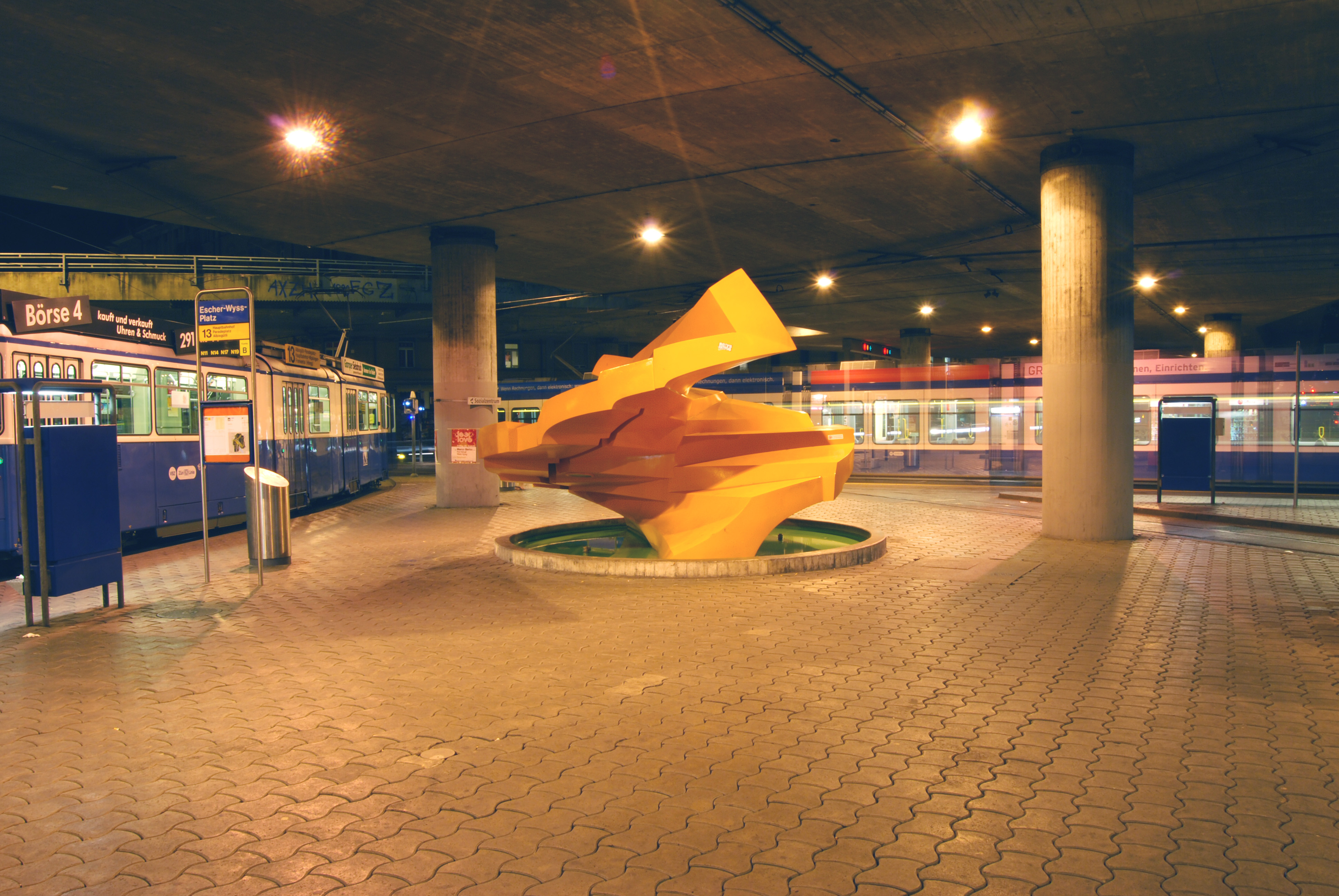
Escher-Wyss-Platz in der Nacht
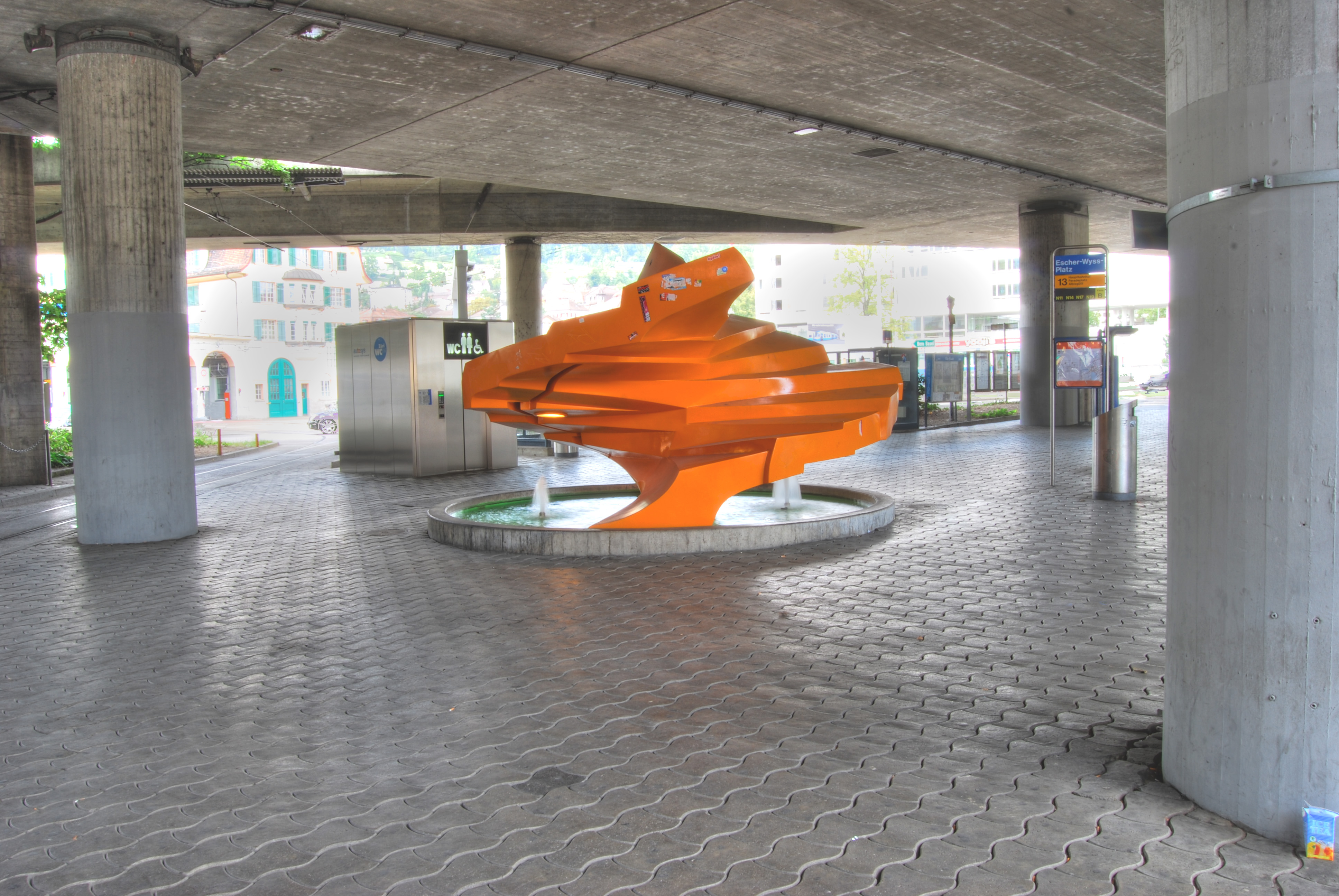
Escher-Wyss-Platz bei Tag mit Brunnen «Sirius»